# Crivina, Timiș
Crivina (1924: Crivina, plasa Timiș) este un sat în comuna Nădrag din județul Timiș, Banat, România. Se află în partea de sud-est a județului, în Munții Poiana Ruscă.

## Note

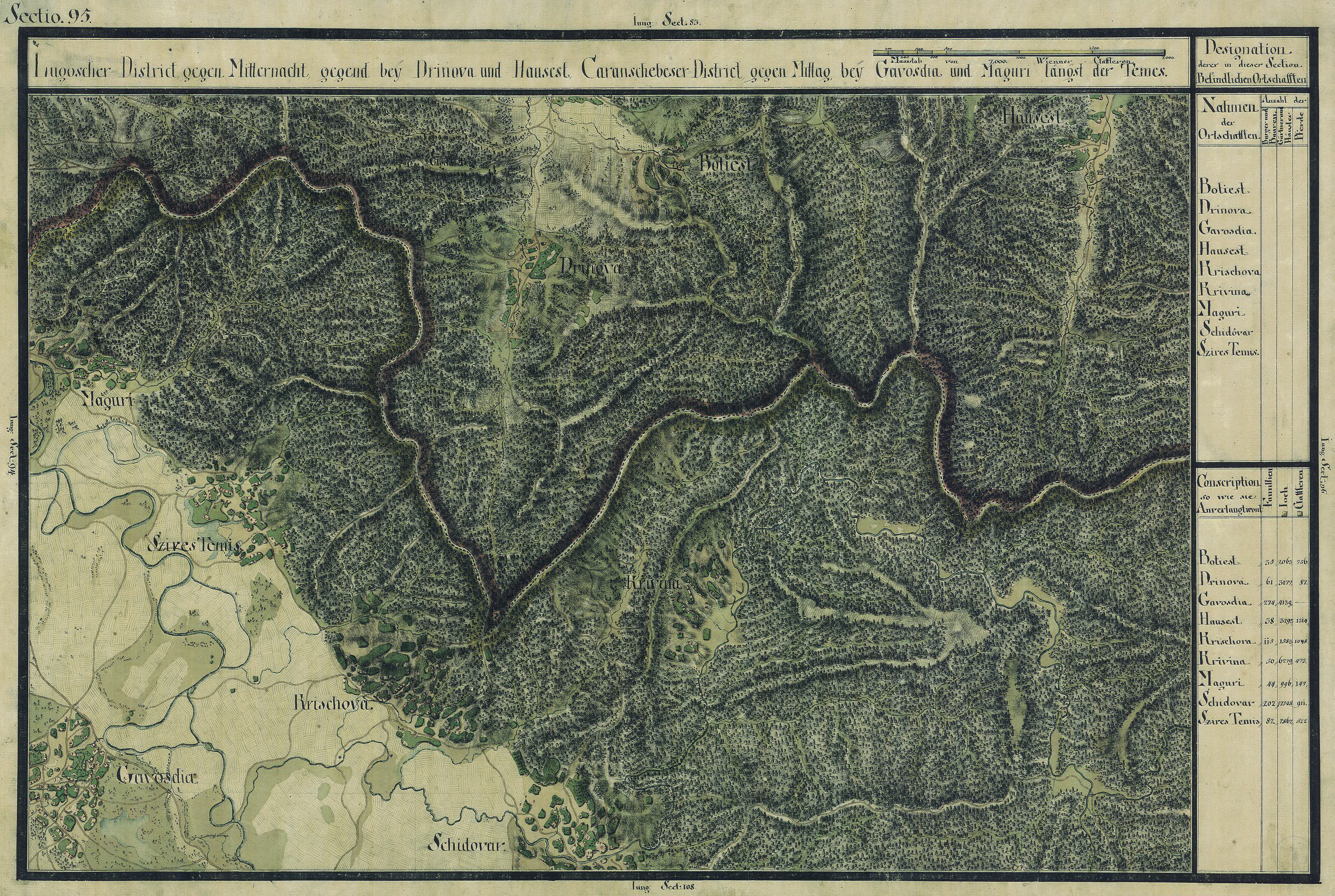
Crivina în Harta Iosefină a Banatului, 1769-72